# Horlogerie
L’horlogerie regroupe la science, la technique, l'art, l'industrie, le commerce des instruments propres à mesurer le temps.
Il existe trois catégories d'horlogeries : l'horlogerie ancienne, l'horlogerie traditionnelle, et l'horlogerie contemporaine. L'horlogerie ancienne décrit différents types d'instruments, dits horologia pouvant indiquer les heures anciennes, tels les cadrans solaires, horloges hydrauliques, sablier. L'horlogerie traditionnelle est à l'origine entièrement mécanique, invention de la fin du XIIIe siècle dite simplement horlogerie ; elle concerne les horloges mécaniques, montres et pendules. Enfin, l'horlogerie contemporaine où les mécanismes d'horlogerie mécanique sont remplacés par des fonctions non mécaniques : systèmes électroniques, informatiques, etc. Il se peut que des instruments soient à la croisée de catégories différentes comme les horloges électriques ayant des composants mécaniques et une motorisation électrique par exemple.

## Histoire
Des mécanismes horlogers de grandes dimensions sont installés dans les clochers des villes du Saint-Empire romain germanique depuis le Moyen Âge (exemples cathédrale de Strasbourg en 1354 ; Stralsund en 1394 ; Berne en 1405 ou Prague en 1410).
La fabrication des premiers mécanismes horlogers mus par des ressorts s'établit au XVIe siècle. Ces petits mécanismes comportaient souvent des indications astronomiques et se posaient sur une table. Les villes de Nuremberg, Augsbourg et Prague ont été les premiers foyers de création et de fabrication de ces mécanismes. Assez rapidement d'autres centres horlogers ont fait leur apparition dans toute l'Europe.
L'industrie horlogère a commencé très tôt en Suisse puis en Angleterre, avec de multiples inventions et astuces d'organisation du travail et de massification de la production, permettant un progrès très avancé pour l'époque, dans la technologie comme dans le raffinement des produits, sur fond d'intervention du pouvoir politique. Précision, automatisme, travail en finesse des métaux, ont permis de poser des jalons pour d'autres activités stratégiques, en particulier la marine, et d'autres futures industries mécanisées. Cette histoire s'est progressivement accélérée à partir du XVIIIe siècle avec l'apparition d'une proto-industrie massive dans les montagnes suisses, qui a précédé la révolution industrielle et lui a résisté pendant longtemps.

### Joaillier et horloger
Plusieurs régions qui font partie de la Suisse romande ont vu débuter l'industrie horlogère : Genève, le Pays de Vaud, le village de La Sagne dans les montagnes de Neuchâtel, la vallée de Joux et ses villages, Le Chenit, Le Brassus, berceau de fameuses manufactures horlogères, comme Audemars Piguet, Jaeger-LeCoultre, Breguet, Blancpain. Ces régions ont connu un afflux de réfugiés huguenots français, après l'édit de Fontainebleau, postérieur à une première vague d'immigration arrivée un siècle plus tôt, après les massacre de la Saint-Barthélemy en France.
Dès 1541, le réformateur Jean Calvin bannit à Genève les signes de richesse, obligeant les orfèvres et autres joailliers, qui jouissent d'une grande réputation à l'étranger, à se tourner vers l’horlogerie. Le règlement des orfèvres de 1566 interdit la fabrication des croix, calices et autres objets utilisés dans le culte catholique, obligeant les artisans à se tourner vers « la boîte de montre » : les montres sont incrustées dans des boîtes, véritables bijoux à l'intérieur, que l'on cache dans ses vêtements. Jean Petitot (1607-1691) et Jean-Étienne Liotard (1702-1789) deviendront ainsi plus tard de remarquables ambassadeurs du savoir-faire genevois dans les miniatures sur émail qui ornent boîtes à musique, miroirs et montres.
Le premier horloger français, Thomas Bayard, natif de Vézelize en Lorraine, est qualifié par le registre des habitants le 6 novembre 1554 d'orfèvre et d'« orologeur ». Il est suivi, au cours des années suivantes, des horlogers d'Autun, de Dijon, d'Avignon, en tout plus d'une quinzaine. L'arrivée en 1587 de Charles Cusin, venu d'Autun, précède la naissance d'une corporation en 1601 sous le nom de « Maîtrise des horlogers de Genève », sur le modèle de la jurande des orfèvres de 1566. L'accès au métier est restreint (un seul apprenti par maître), mais ouvert aux étrangers, qui ont fondé cette « maîtrise ». Les monteurs de boîtes en 1698 et les graveurs en 1716 constituent à leur tour leur propre maîtrise, échappant à la juridiction des horlogers et orfèvres.
Pendant les guerres de religion, Jean Calvin, le réformateur protestant installé à Genève en 1536, accueillait favorablement les réfugiés huguenots qui augmentaient le nombre de ses partisans. Au nom de la morale protestante, Calvin interdisait aux habitants de porter des bijoux, considérés comme des accessoires de séduction superflus. Les orfèvres-joailliers genevois se reconvertirent dans l'horlogerie et incrustèrent les montres de pierres précieuses. Ces montres échappant à la notion de bijou de Calvin et, dès lors, put se développer l'horlogerie de luxe,.
L'horlogerie suisse s'est ensuite développée dans l'arc jurassien de Genève à Schaffhouse au XVIIe siècle, par l'émigration d'un grand nombre d'artisans huguenots, à la suite de la révocation de l'édit de Nantes par Louis XIV. Ils y trouvèrent un environnement paisible et une main-d'œuvre possédant les vertus propres à l'horlogerie : minutie, patience, persévérance, « cœur à l'ouvrage », droiture et une religion réformée prépondérante, propre à la recherche technique et au commerce.
La production de montres se fait chez des horlogers indépendants qui doivent ajuster à la main chaque pièce particulière constitutive du mouvement, généralement produite auprès d'une multitude de tout petits ateliers spécialisés.

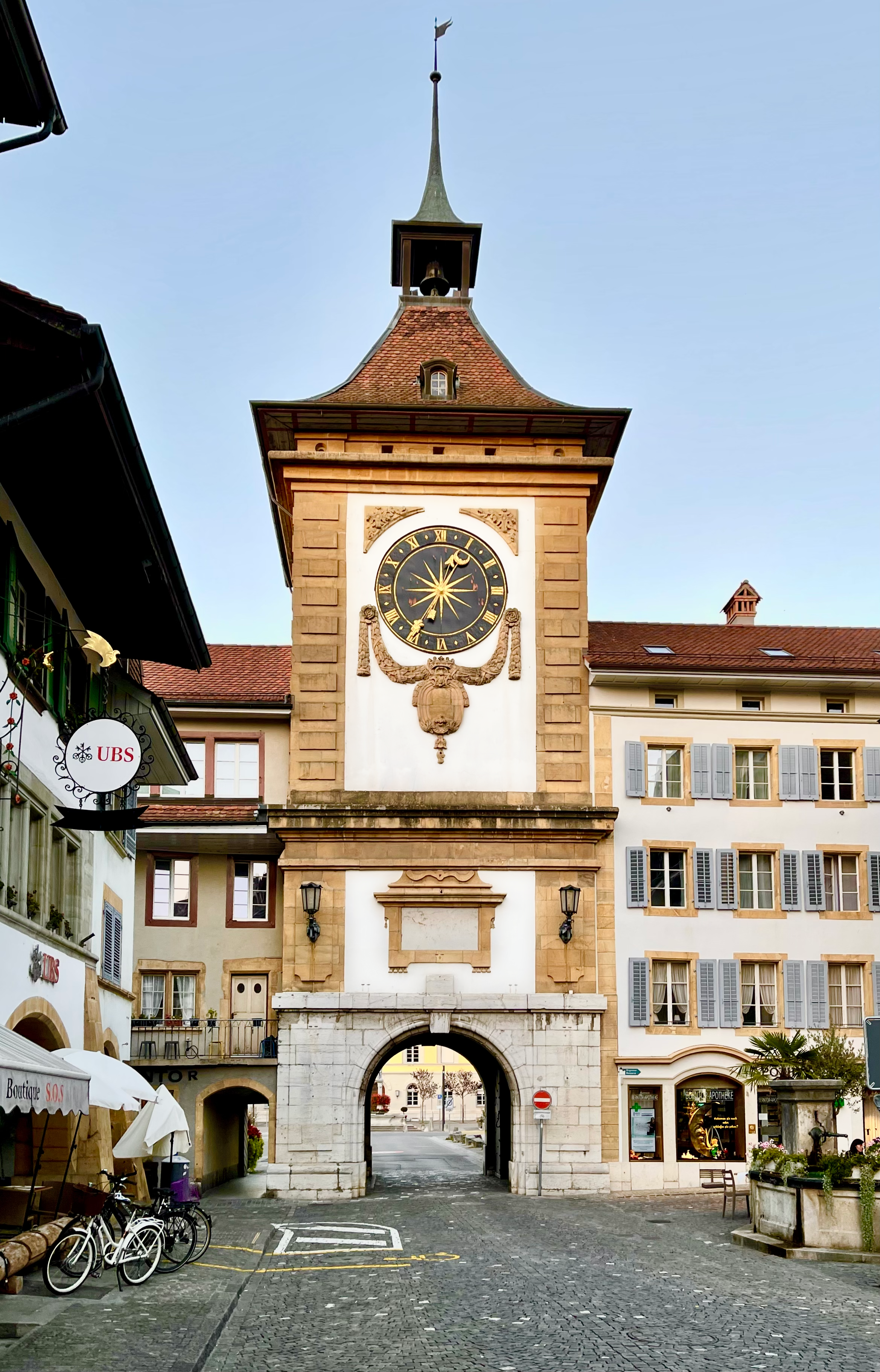
Tour horloge du XVe siècle à Morat.
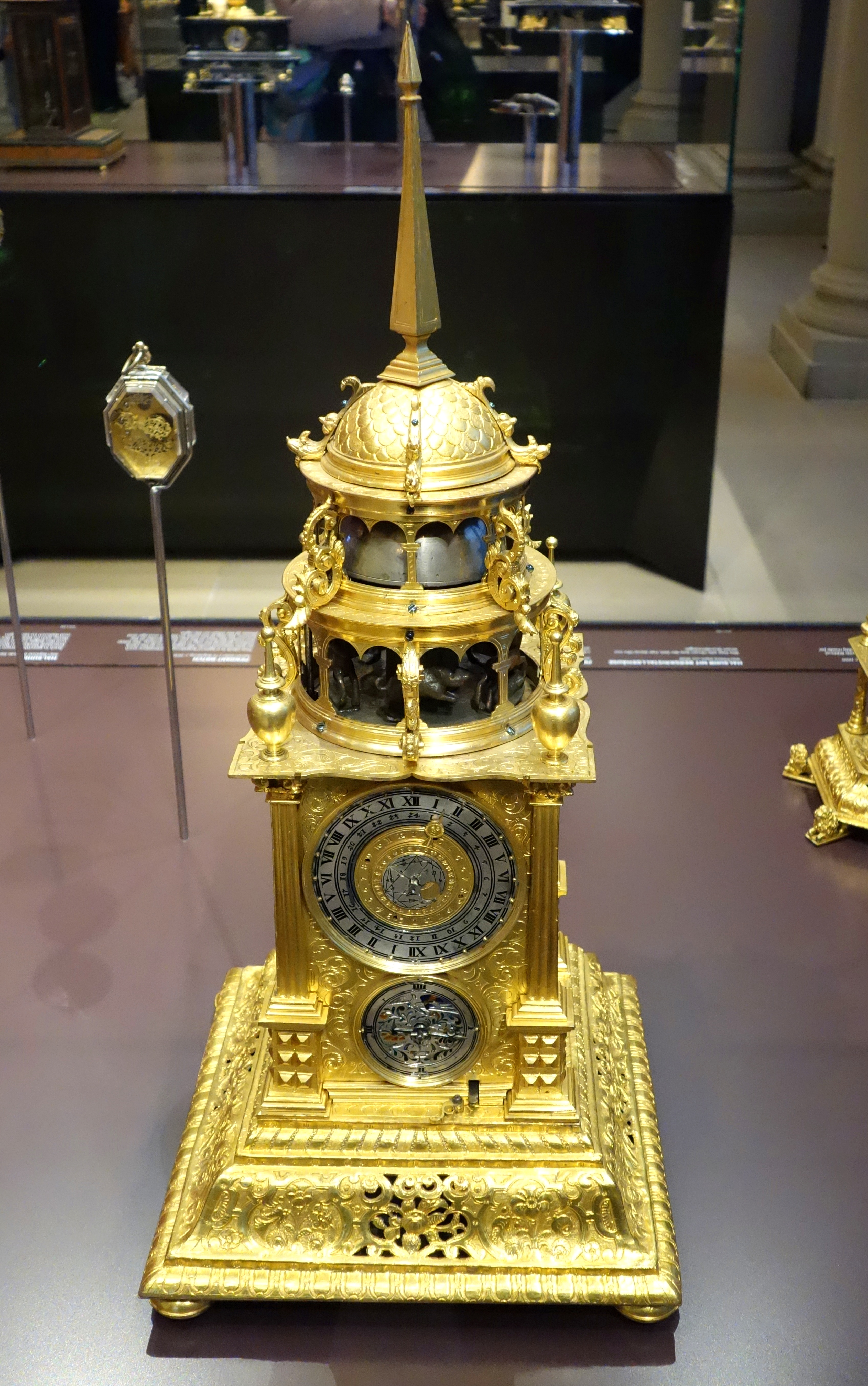
Pendule de table, Augsbourg vers 1590.
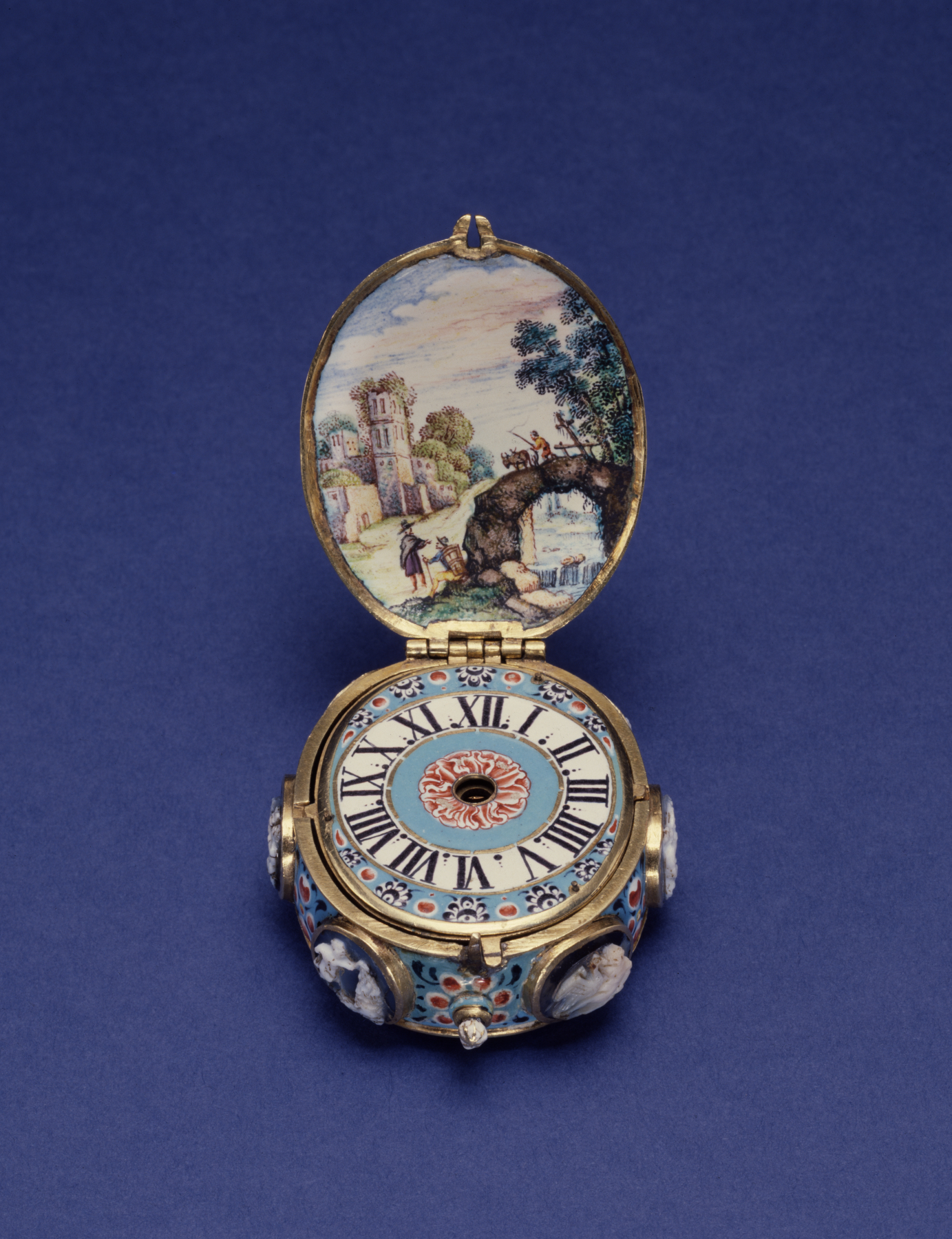
Montre pendentif vers 1650.

### Inventeurs hollandais et anglais
Les navigateurs hollandais et anglais, qui ont commencé à dominer les océans à partir du milieu du XVIIe siècle, grâce à des navires plus gros, ont besoin de chronomètres de marine pour mieux calculer les distances. Jusqu'au milieu du XVIIe siècle, les horloges étaient peu précises et ne comportaient bien souvent qu'une seule aiguille. En 1657, la technique progresse par l'utilisation du balancier, grâce au mathématicien physicien et astronome hollandais Christian Huygens, qui poursuit les travaux de Galilée.
Nouveau progrès en 1670, avec l'échappement à ancre par le scientifique anglais Robert Hooke (1653–1703). En 1675, Christian Huygens confie à Isaac Thuret la première montre à ressort spiral, munie d'un balancier, une invention que lui conteste Robert Hooke. Ces progrès trouvent un écho en Europe. Daniel Jeanrichard (1665–1741), installé à La Sagne, dans le Jura suisse, a ainsi créé sa première montre en 1681, copiée sur un modèle anglais découvert en 1679. Plus tard, il formera des dizaines d'artisans. L'horlogerie anglaise se développera ensuite avec Daniel Quare (1649 – 1724), qui adapte en 1686 l'aiguille des minutes au centre du cadran. Jusque-là, seule l'aiguille des heures était utilisée. Vers 1700, toujours en Angleterre, l'utilisation de pierres percées, comme coussinet de pivotement pour les balanciers, fait faire un bond en avant à la technique.

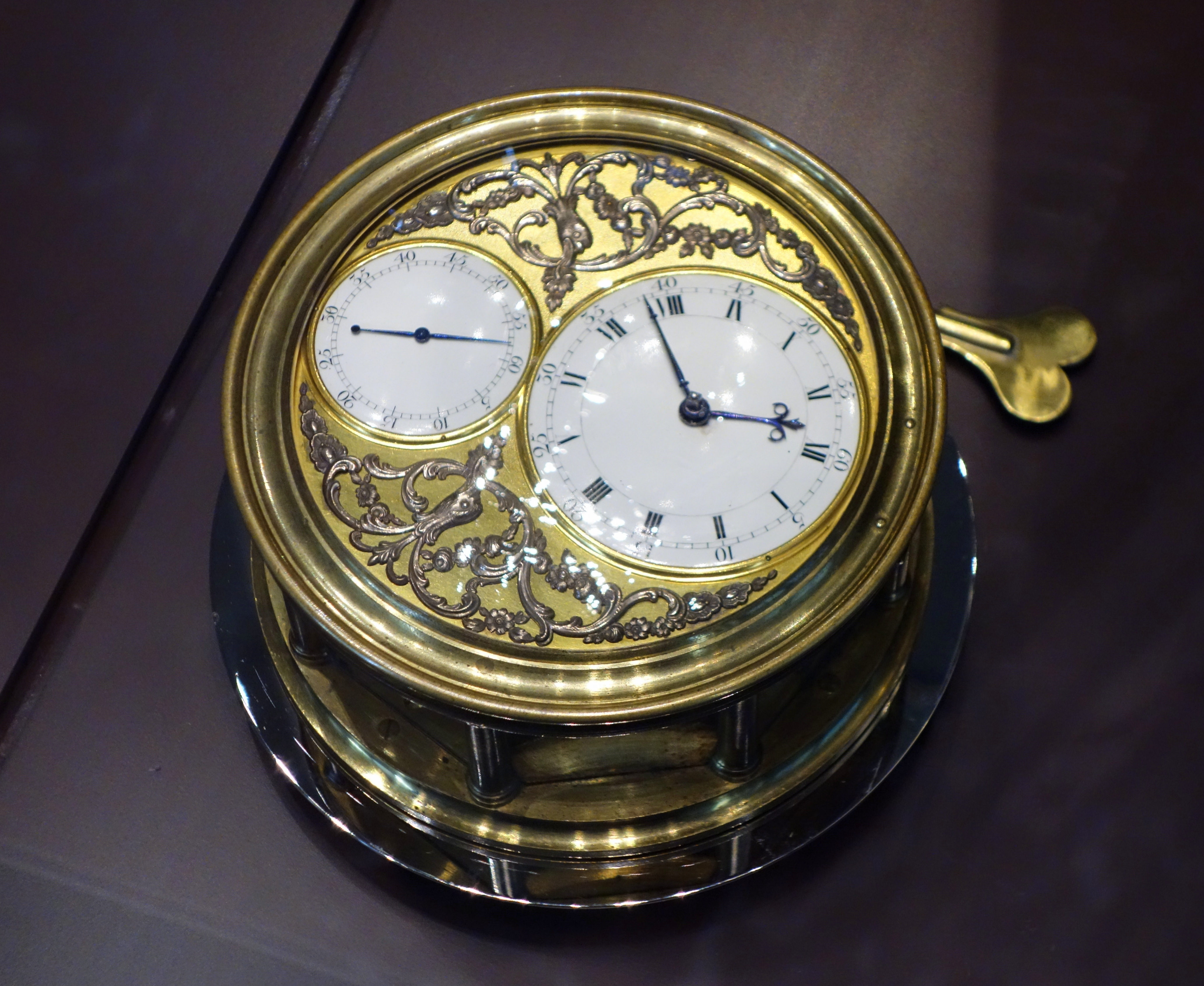
Copie vers 1795 d'un chronomètre de marine originellement créé par Thomas Mudge.

En 1714, le parlement anglais vote le Longitude Act, offrant une récompense de 10 000 livres sterling à qui inventerait un bon chronomètre de marine, capable de mesure de la longitude avec un résultat n'excédant pas un degré d'erreur. L'Angleterre était alors atterrée par les désastres dus à des erreurs de longitude, comme la perte en 1707 de l'escadre de sir Cloudesley Shovel (1650–1707) qui se jeta sur les îles Scilly alors qu'il croyait entrer dans la Manche. L'innovation technologique qui accompagne alors la révolution financière britannique se manifeste dès le tournant des années 1700 chez Thomas Tompion (1639–1713), le premier à répartir le travail entre les ouvriers spécialisés, pour fabriquer en série, et à numéroter ses montres. Il assemble 650 montres dans sa carrière et transmet l'entreprise en 1713 à son neveu, le quaker Georges Graham. Le neveu améliore l'échappement (horlogerie) en « auge de cochon » (échappement à cylindre), inventé par son oncle, et refuse de breveter son invention, afin d'en faire profiter le plus grand nombre. Il aide l'astronome Edmond Halley (1656–1742) pour le développement d’instruments scientifiques, ainsi que des horlogers comme Thomas Mudge (1715–1794), qui met au point l'échappement libre à ancre et la sonnerie à répétition minutes.
Georges Graham aide aussi John Harrison (1693–1776), qui conçoit sa première montre complexe en 1713, puis invente en 1725 la « compensation à gril » pour les pendules, utilisant 2 métaux complémentaires, par leur capacité différente à se dilater en fonction de la chaleur. Ensuite, il innove en utilisant cette compensation aussi pour des montres, toujours via une lame bi-métallique, avec un dispositif permettant de maintenir sous tension l'échappement, pendant le remontage. En 1765, âgé de 72 ans et exténué par 40 ans de travaux et de nombreuses procédures judiciaires contre le parlement anglais, John Harrison finit par gagner le prix offert par ce dernier pour la mesure de la longitude : la quatrième version de sa montre a effectué l'aller-retour entre Londres et la Jamaïque avec une erreur de 1 minute et 54 secondes en 6 mois de traversée avec le capitaine Cook.
Entre-temps, en France, après la mort de Louis XIV, le régent Philippe d'Orléans prit goût pour les arts mécaniques, et particulièrement l'horlogerie. Il voulut créer une pépinière d'artistes d'élite, venus de Londres, dont Henry de Sully, qui vécut longtemps en Angleterre, fonda en 1718 une manufacture d'horlogerie à Versailles et construisit une horloge marine pour laquelle il inventa un échappement à repos flottants. Sully eut pour émules et pour amis Lebon et Gaudron, tandis que Julien Le Roy imagina une pendule à équation, saluée par l'Académie des sciences. S'inspirant d'Isaac Newton, il utilisa de l'huile aux pivots des roues et du balancier des montres, pour diminuer l'usure et les frottements.

### Prémices de l'industrialisation

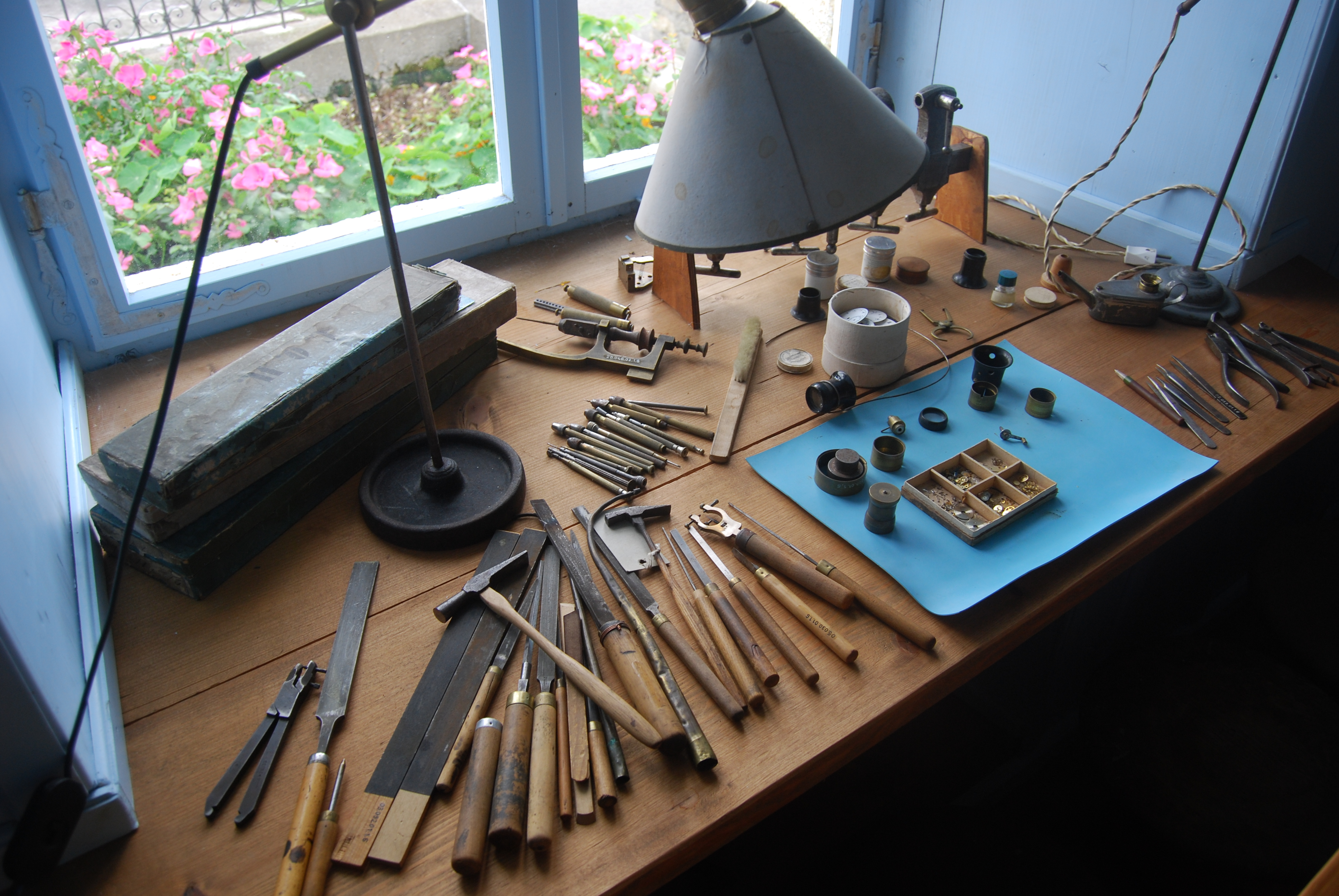
Outils d'horloger.

Selon les historiennes Anne-Marie Piuz et Liliane Mottu-Weber, l'horlogerie genevoise a assis sa domination sur l'Europe au deuxième quart du XVIIIe siècle . Au cours des trente années précédentes, les innovations anglaises sont apportées par des huguenots, fuyant les persécutions en France après l'édit de Fontainebleau de 1685. Ces protestants francophones vont également contribuer à l'Histoire des indiennes de coton en Europe, en véhiculant aussi des techniques et un savoir-faire, d'une région et d'un pays à l'autre. À la fin des années 1680, Genève voit sa population tripler. La croix huguenote, pendentif imaginé en 1688 par l'orfèvre nîmois Maystre, se répand. Parmi les réfugiés, des horlogers, qui, faute de place, montent vers le nord, dans le Jura ou le Pays de Gex à la fin du XVIIe siècle. Le musée d'horlogerie et d'émaillerie de Genève conserve un petit morbier (horloge à balancier) complet datant de 1693, signé Isaac Golay, du village de Le Chenit. Le pays de Vaud découvre l'horlogerie dès les dernières années du XVIIe siècle. Nyon, Rolle, Morges, Lausanne, Vevey, Moudon comptent une centaine d'ateliers qui fabriquent des ébauches pour la métropole genevoise. Les premiers horlogers combiers apparaissent au début du XVIIIe siècle. Ce sont des artisans du fer - couteliers, armuriers. Par réaction, dès 1701, il fut interdit de former des apprentis dans la seigneurie de Genève, interdiction contournée. Après 1710, une quinzaine de villages du Faucigny fournissaient des « mouvements en blanc », qu'il ne restait plus qu'à assembler.
Les horlogers genevois de souche abandonnent alors le travail des mouvements bruts ou ébauches, pour se réserver le finissage. Par une série de règlements protectionnistes, ils empêchent l'implantation proche de concurrents capables de fabriquer la montre complète. Objectif, cantonner cette industrie naissante dans un travail de sous-traitance pour la « Fabrique de Genève », mais les Jurassiens organisent leurs propres comptoirs. Ainsi, en 1735, le premier étage de la maison de Jehan-Jacques Blancpain abrite déjà, depuis probablement des années, un atelier, sous la forme d'un comptoir horloger, à une vingtaine de kilomètres au nord du lac de Neuchâtel. Lors du décès en 1707 de Marie de Nemours, les Neuchâtelois se sont choisis comme suzerain, Frédéric-Guillaume Ier de Prusse, installé à Berlin, souverain protestant qui protégeait leur confession, l'éloignement géographique permettant par ailleurs une relative autonomie.
Les établis de l'arc jurassien peuvent se parer du titre d'horloger à partir de 1723, date à laquelle les Bernois accordent une maîtrise à chaque ville. Dès lors, ils sortent plus facilement de l'anonymat. Moïse et Isaac Golay construisent en 1737 l'horloge du temple du Sentier. L'horlogerie se développa encore plus à Moudon vers 1735 avec l'arrivée des sieurs Joly et Joyet formés à Lausanne et à Vevey. L'année 1730 voit s'établir à Delémont, dans le Jura, un dénommé Tiegai, orfèvre et joaillier, suivi par l'horloger Vernier-Feune, tandis qu'à Séprais, Julien Queloz fabriquait déjà des montres.

### Développement de l'établissage dans les montagnes du Jura

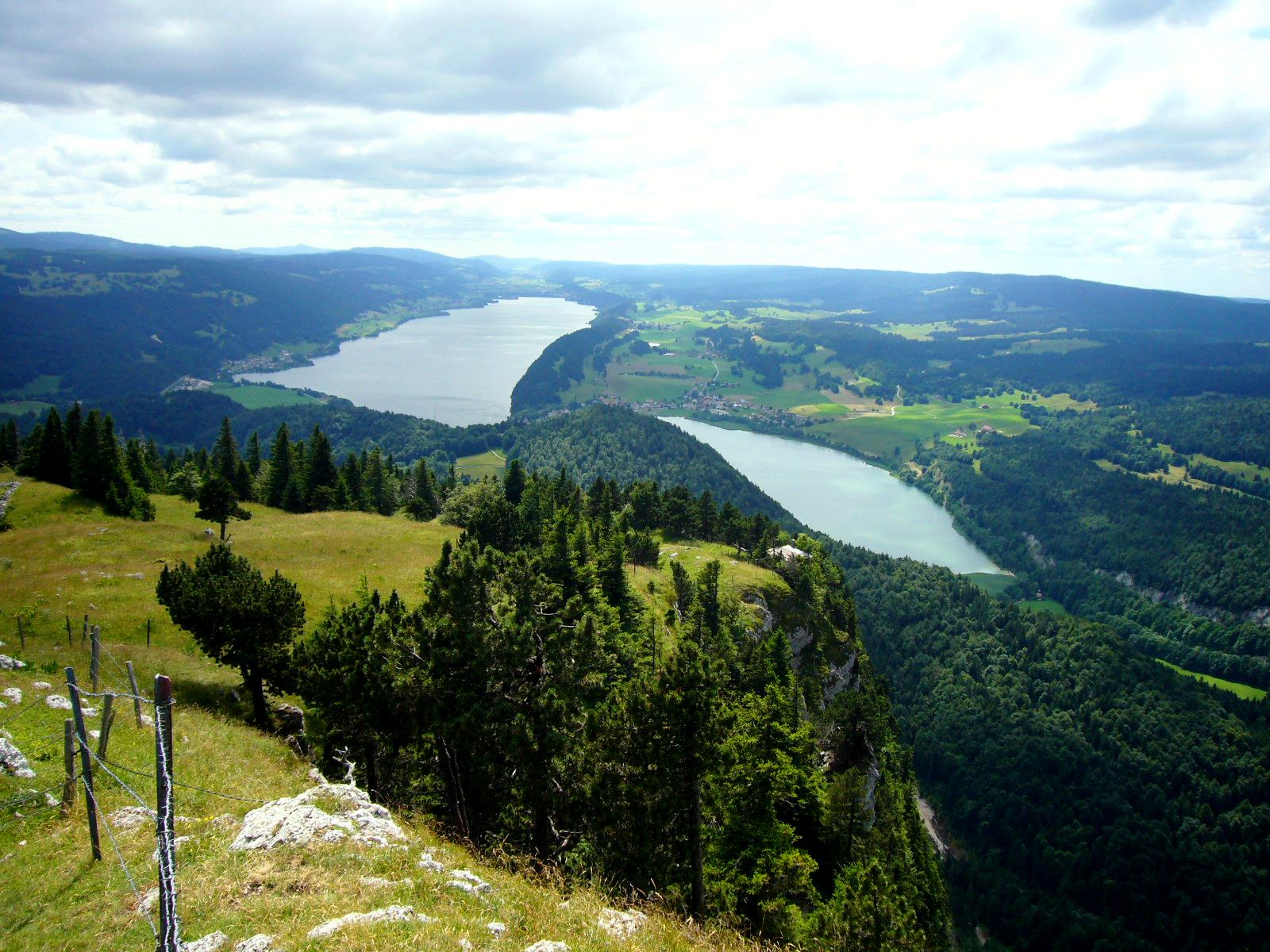
Vue depuis la Dent de Vaulion sur la Vallée de Joux.

La production suisse restera entre les mains d’horlogers indépendants ou de petits ateliers spécialisés, jusqu’au milieu du XIXe siècle. La coutume voulait en effet que le maître-horloger présente une pièce très soignée avant de recevoir son certificat. Chaque artisan se consacre à la fabrication d'une pièce et les apprentis se spécialisaient dans la fabrication de mouvements en blanc, selon les archives du mouvement suisse de l'horlogerie.
En 1740, un apprenti nommé Samuel-Olivier Meylan (1721-1755), fils de Jean-Baptiste, a introduit l'horlogerie complexe dans la Vallée de Joux, après que Mathieu Biaudet, maître-horloger, l'eut initié à son art. Il crée la première montre de poche, équipé d'un mécanisme de boîte à musique. Pierre-Henri Golay, de Derrière-la-Côte, et Abraham-Samuel Meylan, de l'Orient, suivirent son exemple. Se développe alors l'établissage, un mode de production proto-industriel répandu dans le Montagnes neuchâteloises et concernant principalement la production horlogère. Selon l'historien David Landes, « le système de l'établissage, dans le Jura, était presque aussi ancien que l'industrie horlogère elle-même. » Ce système laissait à l'entrepreneur toute liberté dans la détermination du cahier des charges et à l'artisan la possibilité de se spécialiser dans l'opération qu'il maîtrise le mieux.
Vers le milieu du siècle, Jean Romilly conçut une montre qui pouvait marcher un an entier sans être remontée, puis laissa à Ferdinand Berthoud l’honneur de donner à son invention le degré d’exactitude nécessaire. Vers 1770, Voltaire ouvre, dans la banlieue de Genève la « Manufacture royale des montres de Ferney ». Après quelques années de prospérité, elle échoua en raison de son incapacité à écouler sa production. En 1777, l'horloger suisse Abraham Louis Perrelet crée la « montre à secousses » dite perpétuelle, souvent considérée comme la première montre automatique, tandis que l'année suivante, l'horloger liégeois Hubert Sarton dépose un document décrivant une « montre automatique à rotor », auprès de l'Académie des sciences de Paris.
Vers 1785, environ 20 000 personnes travaillaient dans l'horlogerie à Genève, produisent 85 000 montres par an, et 50 000 montres étaient produites dans le Jura neuchâtelois avec les horlogers Henri-Louis Jaquet-Droz, Jean-François Bautte. Des artisans réputés comme Antoine Tavan s'y installent.

### Colonies horlogères à Constance et Constantinople
Dès la fin du XVIe siècle se développa un commerce entre les horlogers suisses et la Turquie, par l’intermédiaire des Français, dans le quartier de Galata, réservé aux occidentaux depuis François Ier. Les montres vendues aux Turcs avaient des décors exotiques comme des paysages ou des cartes locales. Le marché d'orient est stimulé dans les années 1780 lorsque se développe à Genève l'art de la miniaturisation des automates : de petits personnages, souvent des animaux, mus par de complexes systèmes, agrémentent les montres.
Le commerce de l'horlogerie suisse prend de l'ampleur, en particulier avec l’Angleterre dans la deuxième partie du XVIIIe siècle car, avant cette date, la Chamber de la Clockmaker Company interdisait l’importation de produits horlogers dans ce pays. Mais les produits suisses sont appréciés dans toute l'Europe.

### Essaimage, tardif, à une petite partie de la France

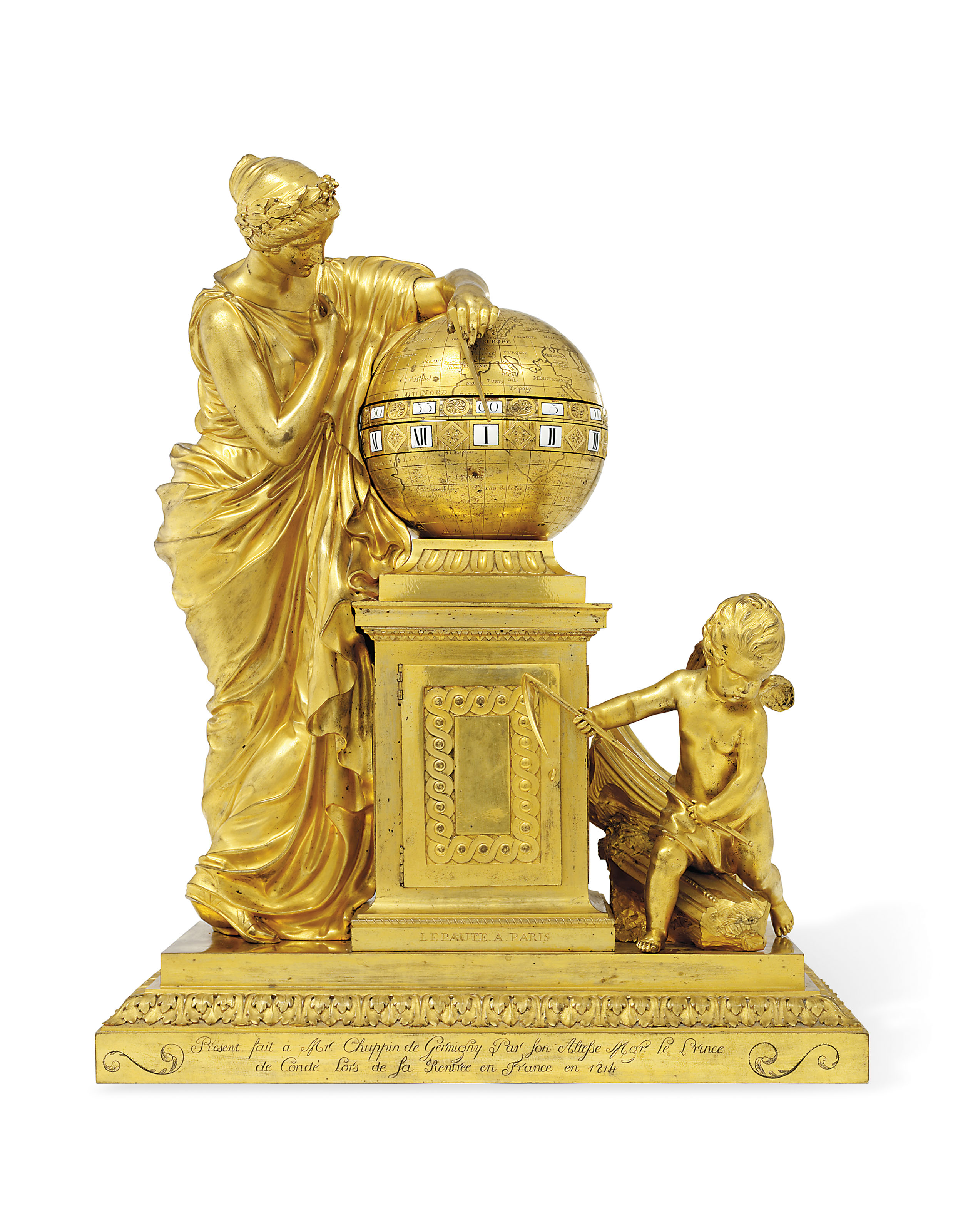
Horloge attribuée à Jean-André Lepaute, vers 1770.

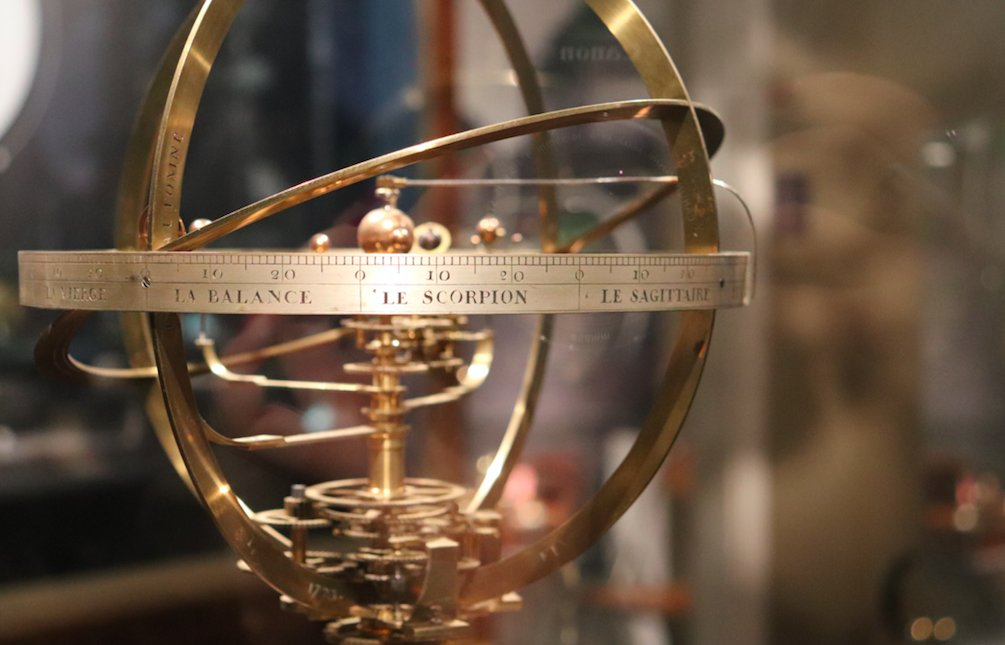
Pendule à planétaire d'Antide Janvier.

La mécanique horlogère était au XVIIIe siècle la technique de pointe, qui passionnait toutes les élites. Les grands horlogers du XVIIIe siècle furent aussi souvent des constructeurs d'automates visant à imiter la vie. Ceux de Jacques de Vaucanson en 1738, comme le joueur de flûte, et le canard, qui ingérait des aliments, inspirent ceux d'Henry et Pierre Jaquet-Droz, toujours exposés à Neuchâtel.
En France, sur le marché de Paris, malgré une production renommée pour sa qualité, le métier d'horloger est rare et les ventes restent faibles. Ainsi, en 1778, l'horloger liégeois Hubert Sarton dépose un document décrivant une « montre automatique à rotor » auprès de l'Académie des sciences de Paris, mais sans stimuler une production limitée pour l'essentiel aux commandes du roi. Jean-André Lepaute (1720-1787), originaire des Ardennes, fonda en 1740 son entreprise à Paris et conçut la construction de la plupart des grandes horloges publiques : Luxembourg, jardin des Plantes, des châteaux de Bellevue et des Ternes, des horloges horizontales dans laquelle les engrenages sont tous dans un même plan, avec un impact beaucoup plus faible de l'usure sur le bon fonctionnement. Il écrivit un Traité d’horlogerie en 1755. Il avait épousé la mathématicienne et astronome Nicole-Reine Lepaute.
Son frère et associé Jean-Baptiste Lepaute (1727-1802) conçut la pendule à équation de l’hôtel de ville de Paris (1780), détruite dans l’incendie de 1871, et celle de l’Hôtel des Invalides (1784). Ses neveux Pierre Henry et Pierre-Basile, associés à son fils Pierre-Michel Lepaute (1785-1849), ont bâti le pendule astronomique du Bureau des longitudes, placé ensuite à l’Observatoire, les horloges du palais Brongniart et de l’Hôtel des Postes de Paris, devenu la Poste centrale du Louvre, des palais du Louvre, des Tuileries, et de Compiègne.
L'histoire de l'horlogerie à Besançon débute significativement à la fin du XVIIIe siècle, lorsque des horlogers suisses installèrent dans la capitale comtoise les premiers ateliers. C'est en 1793 que le Genevois Laurent Mégevand (1754-1814) s'installe à Besançon avec 80 confrères, fondant ainsi le pôle industriel horloger de la ville,,, apparemment pour fuir le chômage ou à cause de ses activités politiques. Puis petit à petit, des Bisontins prennent part à cette fièvre horlogère, et firent définitivement de Besançon la Capitale française de l'horlogerie lors de l'Exposition internationale de 1860, qui s'est tenue place Labourey. La ville produit jusqu'à 90 % des montres françaises en 1880, et malgré une crise dans les années 1890 et 1900, le secteur horloger de Besançon se relève et poursuit sa croissance.
Depuis 1300, se développent en France et en Europe occidentale des horloges mécaniques monumentales dans les clochers et beffrois. Les exemples les plus fameux sont les horloges de la cathédrale de Strasbourg, de Lyon, le Gros Horloge de Rouen, etc. Durant les siècles suivants, des centaines d'horlogers exercent leurs arts dans les grandes villes françaises, notamment Paris, Lyon, Blois et Rouen. La révocation de l’Édit de Nantes et l'exode de nombreux protestants, qui exerçaient souvent des métiers liés à l'horlogerie et à la bijouterie, porte un coup certain à la production horlogère française. Au XVIIIe siècle, cependant, l'horlogerie française connaît un nouvel âge d'or. À Paris et à Versailles, les horlogers Ferdinand Berthoud, Jean-Antoine Lépine et Abraham Breguet mettent au point de nouvelles techniques et commercialisent des modèles toujours plus prestigieux. Au même moment, se développent des types d'horloges plus populaires, les horloges de parquet, qui vont bientôt faire partie de l'ameublement de base de tous les foyers français. Les horlogers de Franche-Comté développent l'horloge comtoise, fiable et robuste, au succès immédiat. D'autres productions régionales se développent en parallèle, l'horloge lanterne en Bretagne, l'horloge Saint-Nicolas en Normandie, etc.
À la fin du XVIIIe siècle, la révolution industrielle apporte des changements considérables. L'horlogerie s'industrialise. En Franche-Comté, l'usine Japy produit en masse des mouvements de montres et de pendules. D'autres villes se spécialisent : Cluses, en Haute-Savoie, Morteau dans les Doubs et Saint-Nicolas-d'Aliermont, en Normandie, produisent des milliers de mouvements chaque mois pour des pendules de cheminées, des pendulettes puis des réveils.

### XIXesiècleet défi américain des marchés de masse

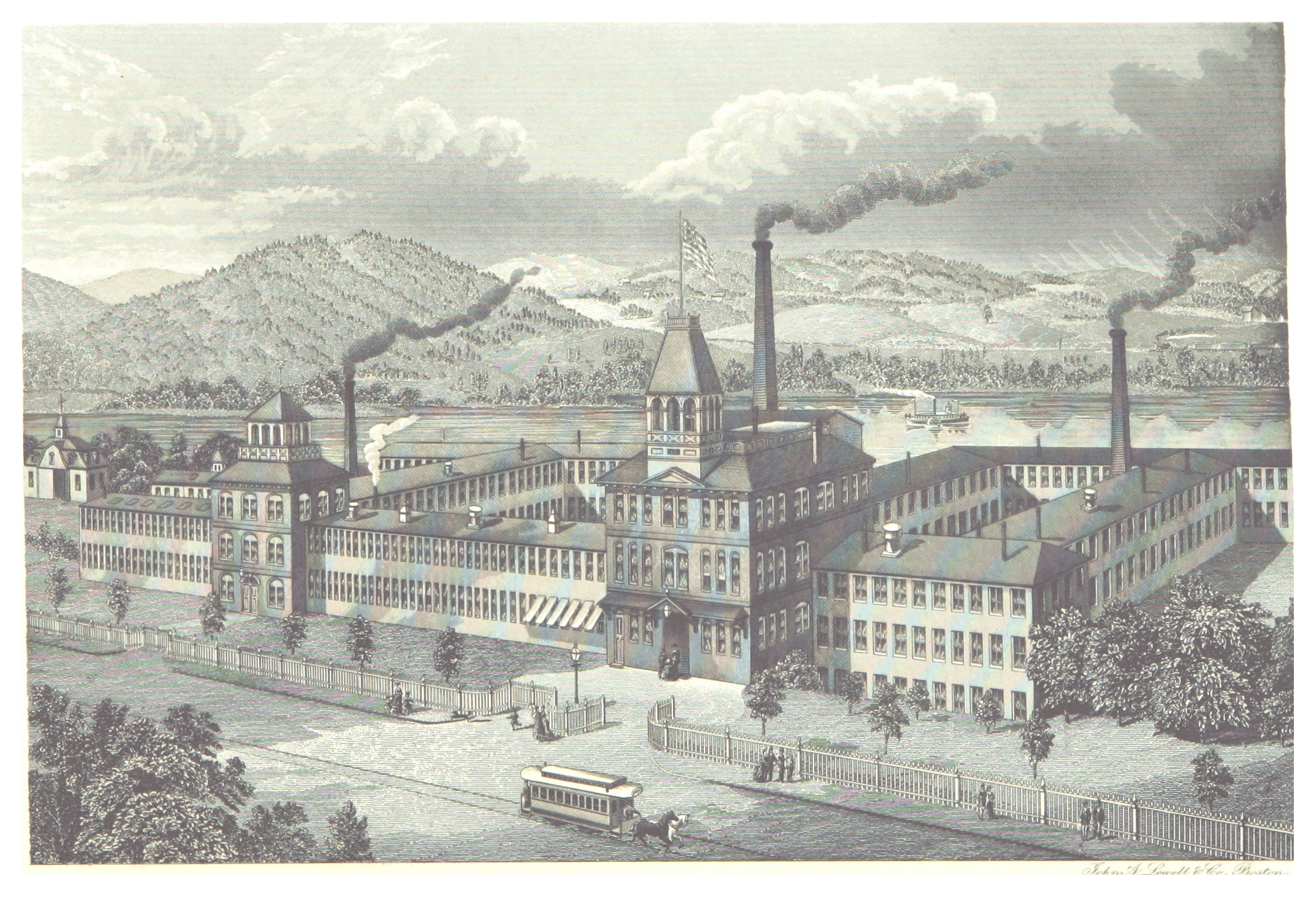
Les usines Waltham Watch en 1876.

Il fallut attendre 1854 et la création à Waltham (États-Unis) de la société qui, finalement, portera le nom de Waltham Watch Company par un visionnaire, Aaron Lufkin Dennison, pour le développement de machines, systèmes de production, de jauges et de standardisation, dans le but d'acquérir une telle précision finale, que chaque pièce constitutive d'un mouvement devienne interchangeable. Bientôt suivi par Elgin, et d'autres marques américaines. En 1876, lors de l'Exposition universelle de 1876 à Philadelphie, Waltham Watch Company expose une reconstitution d'atelier industriel avec la première machine automatique à fabriquer des vis. La marque Waltham obtient la médaille d'or de la première compétition chronométrique mondiale, avec des montres sélectionnées au hasard, en fin de chaîne d'assemblage!
Au siècle suivant, l’énergie électrique, abondante très tôt en Suisse, favorisera la mécanisation du travail. C’est à cette époque que se développent les grands producteurs de machines-outils, permettant de limiter l’imprécision humaine au maximum. La Suisse ne possédant pas de colonie, l’émigration étant faible, cette main-d’œuvre se déversera dans les ateliers horlogers. Les artisans sont parfois à l'origine de l'industrialisation. Ainsi, en 1875, des horlogers de la Vallée de Joux fondent la maison Louis Audemars qui, au cours de trois-quarts de siècle, apporta à la région une prospérité nouvelle. La demande est soutenue par des idées simples, permettant de populariser l'usage des montres, comme en 1810 la création par Abraham-Louis Breguet de la première montre-bracelet de l’histoire pour la reine consort de Naples Caroline Murat, où l'invention de la montre à remontoir par Adrien Philippe en 1842. Georges-Frédéric Roskopf crée même en 1867 la Prolétaire : 57 pièces constitutives au lieu de 200 et plus, pour un prix abaissé.
En 1850 naît la 1re manufacture industrielle au monde, la Waltham Watch Company fondée par Aaron Lufkin Dennison. Dès 1876, elle obtient la consécration lors de l'Exposition universelle de 1876 à Philadelphie en exposant la 1re machine entièrement automatique à fabriquer des vis, la 1re chaîne de montage horlogère et en décrochant la 1re médaille d'Or lors d'une compétition de précision horlogère mondiale, attribuée à 4 montres prélevées au hasard de la production. Résultat immédiat : un rapport de Jacques David, Longines, sur son voyage à Philadelphie et ses visites auprès de Waltham Watch Company et Elgin Watch Company, titré d'un éloquent MM. les Horlogers Suisses: Réveillez-vous !.
Le rapport détaillé de la méthode américaine de Jacques David déclencha une vive réaction salutaire auprès de l'industrie horlogère suisse, qui adapta, petit à petit, ses nouvelles méthodes de production et devança techniquement ses concurrents américains pendant l'entre-deux-guerres. L'établissage suisse sera malgré ces efforts concurrencé à partir de la seconde moitié du XIXe siècle par une nouvelle forme de division du travail : l'industrialisation à l'américaine, avec mécanisation des opérations, machinisme, et taylorisme. Vers 1870, la part de la Suisse dans la production mondiale de montres est encore de 70 %. En 1872, la Suisse exporte des montres et des pièces de montres d'une valeur de 18,3 millions de francs suisses vers les États-Unis ; quatre ans plus tard, la valeur des exportations n'était que de 4,8 millions. Les années 1880 ont vu le début du processus de modernisation en Suisse. Les fabricants juifs en particulier, étant moins attachés aux méthodes de production traditionnelles que l'élite horlogère chrétienne, étaient déterminants pour la transition de l'industrie à la production moderne,,.  
L'industrie horlogère américaine a été dominée longtemps par Bulova, qui est fondée à la même époque. En 1875, Joseph Bulova, un émigré tchèque de 25 ans, quitte Tiffany pour ouvrir une boutique à New York et y vendre des montres à bon rapport qualité/prix. C'est la première firme à faire de la promotion à la radio, en 1926, puis en 1941 présenter le premier spot publicitaire jamais diffusé à la télévision. Après de déboires de la fin des années 1970, la société a été rachetée par le groupe américain Loews Corporation (assurances, tabac, pétrole), puis a retrouvé le seuil de deux millions de montres vendues par an, lui permettant d'ouvrir en 2003 un siège européen à Fribourg, dirigé par Robert Faessler, un ancien de Swatch Group, né de la fusion en 1983, sous la houlette de Nicolas Hayek (1928-2010), des deux grands horlogers suisses ASUAG (Longines, Rado…) (fondé en 1931) et SSIH (Omega, Tissot, Lemania) (fondé en 1930) sous le nom de Société de microélectronique et d'horlogerie (SMH).

### Montres-bracelet et montres à quartz auXXesiècle

#### Essor de la montre bracelet

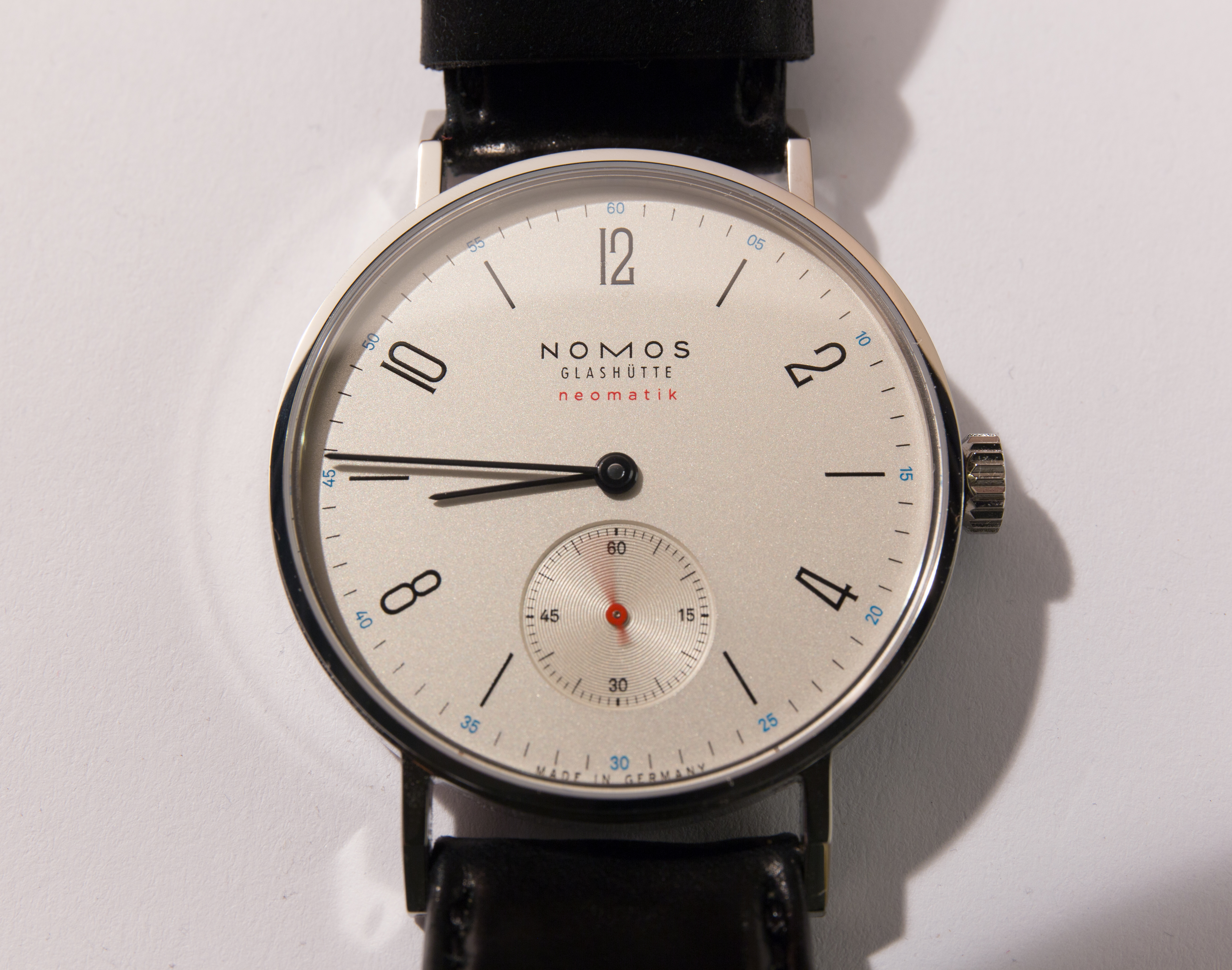
Montre bracelet contemporaine.

La montre-bracelet est née dans le dernier tiers du XIXe siècle. Jusque-là, les montres étaient en général portées au gousset. Environ, en même temps, dans les années 1920 sont introduits les oscillateurs et les horloges à quartz. En 1949 et 1967, nouvelles découvertes, les horloges atomiques.
Le début du XXe siècle voit la démocratisation des montres-bracelet et leur production en masse, notamment via l'usage militaire. En 1927, un ingénieur en télécommunication du nom de Warren Morrisson recherche un système capable de générer des fréquences très stables. Il se base sur l'effet piézo-électrique du quartz pour construire une horloge plus fiable que les anciens systèmes mécaniques. Les horloges à quartz peuvent atteindre une précision d'un millième de seconde par jour.
Le XXe siècle, sera pour l’horlogerie suisse principalement, un siècle avec des hauts et des bas. Premièrement, il y aura l’apparition de la première montre attestée étanche (voir : L'Imperméable) fabriquée et produite par West End Watch Co. en 1886. Cependant, après cette innovation, de nombreux problèmes vont toucher cette industrie.
La grande dépression mondiale débutée en 1929 aux États-Unis eut un effet désastreux pour l'industrie horlogère. Les entreprises, trop petites et dispersées recourent à un « dumping » meurtrier, afin de survivre. La Confédération et les grandes banques suisses doivent intervenir et créent une société holding, l'ASUAG, qui va réunir la majorité des fabricants d'Ébauches et des parties constitutives (spiraux, balanciers, assortiments, pierres d'horlogerie), puis, par la suite, en 1971, une société holding, GWC, pour réunir une partie des marques horlogères du produit terminé.
Pour répondre aux besoins de précision toujours plus grands, les horloges atomiques furent créées à partir de 1947.
Dès 1937, Seiko franchit le seuil de plus de 2 millions de montres vendues à travers le monde, puis avait en 1941 produit le premier chronographe de poche du Japon avant de s'imposer dans les années 1960 aux concours d'horlogerie, réussite symbolique lui permettant de rivaliser avec les montres suisses et d'effacer l'image de médiocre qualité des produits japonais. En 1934, le quotidien français L'Ouest-Éclair, ancêtre de Ouest-France, évoque dans un article le mythe des montres japonaises vendues au kilogramme, pour signifier que cette concurrence est désormais sérieuse. Le prestige des marques japonaises est confirmé en 1964, quand Seiko devient le chronométreur officiel des Jeux olympiques d'été de 1964 à Tokyo puis en 1972, des Jeux olympiques d'hiver de Sapporo. Les montres électriques, qui conservent une mesure du temps mécanique tout en ayant une source d'énergie électrique, sont une innovation marquant des années 1950 et 1960, mais leur succès est assez bref, avant l'apparition des montres à quartz.
Dans les années 1960, les mouvements quartz se miniaturisent. Le mouvement prototype Béta 1, développé par l'industrie Suisse, est présenté en 1967. En 1969, Seiko commercialise la première montre bracelet à quartz, la Seiko 35SQ Astron. Les industriels suisses réagissent en développant dans l'urgence le mouvement Béta 21, mis au point par le regroupement de 21 sociétés d'horlogerie Suisse, mais celui-ci moins performant, permettra à Seiko de devenir le leader des montres à quartz. L’apparition des montres à quartz et la concurrence japonaise (y compris sur les montres mécaniques) déclenche ce qu’il est convenu d’appeler la crise du quartz dans les années 1970 : l'industrie horlogère suisse (aussi handicapée par un taux de change défavorable) et européenne traversent une crise importante provoquant une baisse des exportations et de nombreuses fermetures d'entreprises horlogères (le nombre d'employés dans l'horlogerie en Suisse passe de 90 000 en 1970 à 28 000 en 1988). En 1982 les ventes de montres à pile, bien plus précises et bien moins chères, dépassent celles des montres mécaniques et la Suisse perd sa place de premier exportateur mondial. Cette crise prend symboliquement fin avec la sortie de la Swatch, à quartz, en 1983. Les montres mécaniques ne reviennent à la mode que dans les années 2000.
Les exportations horlogères (suisses) vont donc chuter progressivement. L'horlogerie suisse paraît alors soudain se retrouver dans « un rôle de figurant en matière d’horlogerie ». Cette chute du marché va créer de nombreux problèmes économiques, notamment, une baisse d’employés (70 000 en 1960, et environ 30 000-35 000 en 1980) et une baisse du nombre d’industries horlogères présentes sur le territoire suisse (1 600 en 1970, et plus que 600 actuellement).
Quelques dates qui ont marqué cette crise :
- 1978 : Apparition de la montre électronique à quartz[46].
- 1981 : Apogée de la crise horlogère[47].
- 1983 : L’horlogerie suisse se remet sur pied peu à peu grâce aux efforts financiers consentis par les banques suisses permettant la réorganisation des deux grands groupes SSIH & ASUAG en une nouvelle société Société de microélectronique et d'horlogerie, qui deviendra Swatch Group.

Cette crise horlogère fut notamment causée par l'état de non concurrence interne dû au prolongement du statut horloger (instauré en 1931 création de l'ASUAG) jusqu'à fin 1965, qui rendit l'horlogerie suisse par trop complaisante face à la concurrence étrangère potentielle et aux nouveaux produits (montres à quartz). Déjà, avant leur apparition, l'industrie horlogère japonaise avait réussi à conquérir d'importantes part de marché aux dépens des Suisses, grâce à des montres mécaniques à remontage manuel, et, par la suite automatique d'une qualité égale, voir supérieure (étanchéité), à des prix hors concurrence.
Souvent attribuée à l'apparition de la montre à quartz et à l'apparition de la concurrence japonaise, la crise horlogère suisse de 1975 à 1985 est également due à d'autres facteurs longtemps ignorés :
- Le dimanche 15 août 1971, le président des États-Unis annonce la fin de la convertibilité du dollar en or.
- L'abandon des taux de change fixe en 1973, ce qui aboutit à une forte hausse du franc suisse face au dollar américain.
- Le manque de rationalisation de production dans la branche (notamment dû au statut horloger)

Pour illustrer en chiffres l'impact de cette crise, les parts de marché des montres suisses dans le monde étaient les suivantes : 1970 (83 %), 1975 (59 %), 1980 (22 %), et 1983 (15 %).

#### Renouveau
Les lancements de la Delirium, développée en 1979 en l'espace de 6 mois, et de la montre Swatch, à l'initiative de Ernst Thomke et de son équipe à ETA SA le 1er mars 1983 à Zurich,, constituèrent les fers de lance de la reconquête des marchés par une totale transformation de l'industrie horlogère, fondée sur une haute technologie au service d'un marketing de marque sélectif.
Depuis, les marques horlogères traditionnelles suisses ont retrouvé leur position de leader du marché, principalement avec des montres mécaniques traditionnelles dans les grandeurs supérieures, permettant des complications. Les montres à quartz ne sont demandées que dans les versions pour dames, principalement en or et joaillerie, respectivement de manière générale dans les marques de moyen (Tissot) et bas de gamme, ainsi que pour les montres fantaisie de grandes distributions (CK).
L'industrie horlogère suisse n'occupe plus que l'extrême pointe du haut de la pyramide en quantité, proportion qui s'inverse en valeur. Durant les années 2000, le secteur de l'horlogerie mécanique haut de gamme a continuellement connu une forte croissance (entre 12 et 18 % de croissance annuelle pour la période 2004 - 2008), cette expansion étant souvent attribuée à l'apparition d'un nouveau marché dans les pays émergents (Inde, Chine).

### XXIesiècle
De façon générale, le secteur de l'horlogerie mécanique haut de gamme connaît dans les années 2000 une croissance importante en Europe et aux États-Unis.
À la fin des années 2010, les premières montres connectées font leur apparition. Le 15 janvier 2015, la BNS ébranlait l'industrie horlogère en annonçant l'abandon du taux plancher qui liait le franc suisse à l'euro, entraînant une appréciation du franc suisse, sous le seuil préalablement fixé à 1,20 euro. Dans le secteur du design industriel, il est évoqué que l'apparition du téléphone portable, notamment, a rendu la montre désuète en tant que simple objet indiquant l'heure. La montre se serait alors réaffirmée comme bijou, objet de prestige, ce qui aurait participé au grand retour de la montre mécanique.
Les savoir-faire en mécanique horlogère et mécanique d'art sont inscrits sur la liste représentative du patrimoine culturel immatériel de l'humanité en décembre 2020 par l'UNESCO.